# Jaime Soto
Jaime Soto (ur. 31 grudnia 1955 w Inglewood, Kalifornia) – amerykański duchowny katolicki, biskup Sacramento w metropolii San Francisco.
Jest najstarszy z siedmiorga rodzeństwa w rodzinie, która miała pochodzenie Meksykańskie. Po ukończeniu seminarium duchownego w Camarillo otrzymał święcenia kapłańskie dnia 12 czerwca 1982 i został kapłanem diecezji Orange w Kalifornii. Służył m.in. jako diecezjalny dyrektor biura ds. imigrantów, a także w pomocy charytatywnej. W roku 1989 został wikariuszem biskupim ds. wiernych języka hiszpańskiego. Od roku 1990 nosił tytuł prałata honorowego Jego Świątobliwości.
23 marca 2000 otrzymał nominację na biskupa pomocniczego Orange ze stolicą tytularną Segia. Sakry udzielił mu ordynariusz Tod Brown. 11 października 2007 mianowany koadiutorem biskupa Sacramento. 30 listopada 2008 przejął kanonicznie sukcesję po przechodzącym na emeryturę poprzedniku. 